# Dactylorhiza salina
Dactylorhiza salina är en orkidéart som först beskrevs av Porphir Kiril Nicolai Stepanowitsch Turczaninow och John Lindley, och fick sitt nu gällande namn av Károly Rezsö Soó von Bere. Dactylorhiza salina ingår i Handnyckelsläktet som ingår i familjen orkidéer. Inga underarter finns listade i Catalogue of Life.